# Maison du président
La Maison du président (en anglais : President's House) est la résidence officielle du président de Trinité-et-Tobago, située dans la capitale de Trinité-et-Tobago, Port-d'Espagne. Elle est adjacente aux jardins botaniques royaux.

## Histoire
Un autre bâtiment, connu sous le nom de « The Cottage », était auparavant situé sur le site de la Maison du président ; il servait de résidence au gouverneur de Trinité-et-Tobago depuis 1867.  
La résidence actuelle l'a remplacé en 1876. Sa façade en pierre est en calcaire bleu local et son toit est recouvert d'ardoise. Elle comprend des colonnes victoriennes, des balustrades victoriennes au style italianisant, des portails en arc et des loggias. 
Le manoir est utilisé comme résidence du gouverneur de Trinité-et-Tobago et du monarque du Royaume-Uni de 1876 au 30 avril 1958, date à laquelle il devient la résidence du gouverneur général de la Fédération des Antilles.
Trinité-et-Tobago accède à l'indépendance le 31 août 1962. Le manoir est ensuite utilisé comme musée et galerie d'art pendant une période, jusqu'à ce qu'il redevienne la résidence des gouverneurs généraux et de la reine Élisabeth II. 
En 1976, Trinité-et-Tobago devient une république et le manoir du gouverneur général est ensuite désigné comme la « Maison du président » et devient par le fait même la résidence du président de la République de Trinité-et-Tobago.

## Usage
Aujourd'hui, en plus d'être la résidence privée du président, le manoir est utilisé pour les cérémonies de récompenses honorifiques et d'assermentation, ainsi que pour les réceptions diplomatiques. Le bureau du président est situé dans un bâtiment séparé sur le terrain du manoir.